# 권효경
권효경(2001년 4월 17일 ~ )은 대한민국의 휠체어 펜싱 선수이다. 2024년 하계 패럴림픽 휠체어 펜싱 에페 A 에서 은메달을 획득했다.

## 생애
권효경은 일란성 쌍둥이로 2001년에 태어났다. 생후 6개월에 선천적 뇌병변 진단을 받았다. 증세는 심각하지 않지만 오른쪽 신체에 마비 증상 있다. 달리기와 운동을 좋아했던 권효경은 치료를 겸하여 육상을 시작했다. 꿈은 화가였지만 용남중학교 재학시절 장애인펜싱협회 사무국장인 김정아의 권유로 펜싱을 시작했다. 오른손으로는 물건을 잡기 힘들 정도이기에 펜싱 훈련시에 오른손과 휠체어를 단단하게 묶어 두고 연습한다.

## 선수 경력
2019년도에 처음으로 국가대표에 발탁되었다. 9월 17일부터 23일까지 청주시에서 열린 세계휠체어펜싱선수권대회에 플레레A, 에페A, 사브르A 종목에 출전해 각각 22위, 12위, 23위를 기록했다. 에페에서 기록한 12위는 대한민국 선수단 최고 성적이다. 충남장애인체육회로 부터 2019년과 2020년에 우수선수로 선정되었다.
2021년 전국장애인체육대회에 참가해 대회 3관왕을 했으며
, 2022년 4월 14일부터 17일까지 열린 세계휠체어펜싱협회 (IWAS) 브라질 월드컵에서 에페와 사브르 은메달, 플뢰레에서 동메달을 획득했다. 브라질 월드컵에 이어 5월에 열린 태국 월드컵에서도 권효경은 에페와 플뢰레에서 은메달과 동메달을 획득했으며 에페 단체전에서도 김동훈, 조영래와 함께 동메달을 획득했다.
9월에 열린 이탈리아 월드컵에서는 2020년 하계 패럴림픽 금메달리스트인 베레스를 상대로 결승에서 승리하며 첫 세계무대에서 우승. 금메달을 획득했다. 대한민국 휠체어 펜싱 선전을 이끈 점을 높이 평가받아 MBN 여성스포츠대상 9월 MVP로 선정되었다. 2022년 전국장애인체육대회에서 대회 2관왕을 달성했으며 연말에 열린 MBN 여성스포츠대상에서 챌린지상을 수상했다.
1년 연기되어 2023년에 열린 2022년 장애인 아시안 게임에 참가했으나 에페 개인전 8강에서 홍콩의 유츄이 선수에게 패하며 메달 획득에 실패했다. 에페 단체전에서는 백경해, 조은혜, 조예진과 함께 참가해 동메달을 획득했다. 2024년 하계 패럴림픽에 펜싱선수로 참가했다. 사브르와 플뢰레에서는 메달 획득에 실패했지만 주 종목인 에페 A에서 결승까지 올라가며 은메달을 획득했다.